# Sikorsky S-56

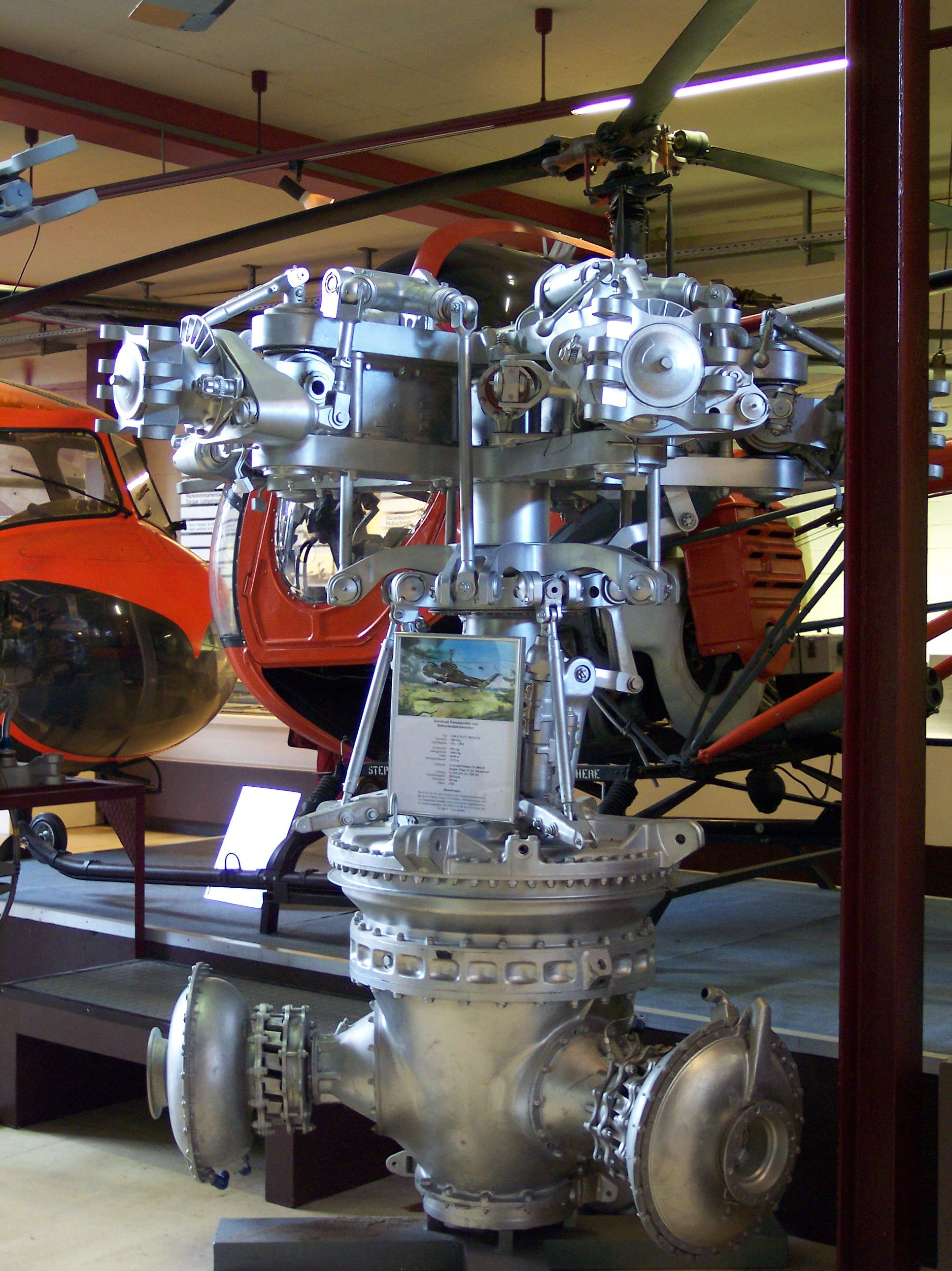
Testa rotore di un S-56

Il Sikorsky S-56 era un elicottero pesante da trasporto prodotto dall'azienda statunitense Sikorsky Aircraft Corporation negli anni cinquanta e rimasto in servizio attivo sino alla fine degli anni sessanta.
Progettato per un uso militare e definito in quest'ambito elicottero da assalto, assunse inizialmente le denominazioni H-37 Mojave nell'United States Army ed HR2S nell'United States Marine Corps, per poi uniformarsi alla definitiva CH-37 dopo l'unificazione delle designazioni del 1962.

## Storia

### Sviluppo
Il progetto del'S-56 deriva da una richiesta da parte dell'United States Marine Corps (USMC), della fornitura di un elicottero che avesse la capacità di trasportare 26 soldati completamente equipaggiati. Il contratto venne stipulato tra le due parti nel 1951, il primo prototipo volò nel 1953 e, dopo le consuete prove tecniche di sviluppo, la produzione iniziale di 60 esemplari venne avviata nel luglio 1956 con il modello HR2S, successivamente fornito al reparto HMX-1 dei Marines.
Anche l'United States Army si dichiarò interessato al progetto e sottopose il prototipo a prove di valutazione nel 1954 risultandone soddisfatto, quindi effettuò un ordine di 94 esemplari ai quali venne assegnata la denominazione ufficiale CH-37A, il primo dei quali venne consegnato nell'estate del 1956.
La fornitura degli esemplari richiesti dai due corpi venne evasa entro la metà degli anni sessanta.
Gli esemplari U.S. Army furono tutti aggiornati nei primi anni sessanta alla versione CH-37B caratterizzata da miglioramenti riguardanti l'adozione di un'apparecchiatura di auto stabilizzazione Lear che gli conferivano la capacità di effettuare operazioni di carico e scarico quando l'elicottero era in hovering.
L'unificazione delle designazioni degli aeromobili militari in uso alle forze armate statunitensi avvenuta nel 1962 mutò l'originale denominazione USMC nella definitiva CH-37C.
A quel tempo, il CH-37 era il più grande elicottero occidentale prodotto nonché il primo bimotore realizzato dalla Sikorsky. I due motori radiali Pratt & Whitney R-2800 Double Wasp erano montati in altrettante gondole motore esterne di generose dimensioni, le quali contenevano anche il carrello d'atterraggio completamente retrattile. Questa soluzione fu scelta per permettere di lasciare la fusoliera libera da ingombri e quindi completamente utilizzabile per consentire il carico di uomini e mezzi tramite dei grandi portelli posti sul muso. Il rotore era singolo a cinque pale e progettato per essere in grado di garantire la portanza necessaria a mantenerlo in volo anche in caso che una delle pale venisse danneggiata da un colpo ricevuto in combattimento.
Il CH-37 è stato uno degli ultimi elicotteri pesanti ad utilizzare motori a pistoni, questi di maggiori dimensioni, maggior peso e minor potenza rispetto ai più moderni turboalbero usati successivamente. Questo ne determinò una vita operativa piuttosto breve, infatti vennero ritirati tutti dal servizio alla fine degli anni sessanta, sostituiti nel U.S. Army dal Sikorsky CH-54 Tarhe.

### Impiego operativo
Quattro esemplari di CH-37B furono utilizzati con successo in Vietnam nel 1963 con il compito di assistere il recupero di velivoli USAF abbattuti in azioni di combattimento. Grazie al loro intervento vennero recuperate apparecchiature per un valore complessivo di oltre $ 7,5 milioni, alcune delle quali oltre le linee nemiche.

## Versioni

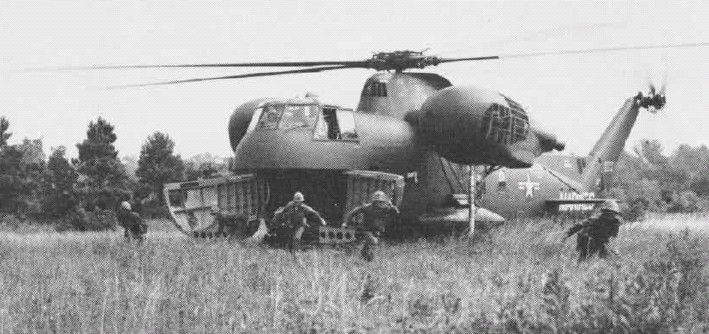
Un gruppo di Marines sbarcati da un HR2S-1 (1956)

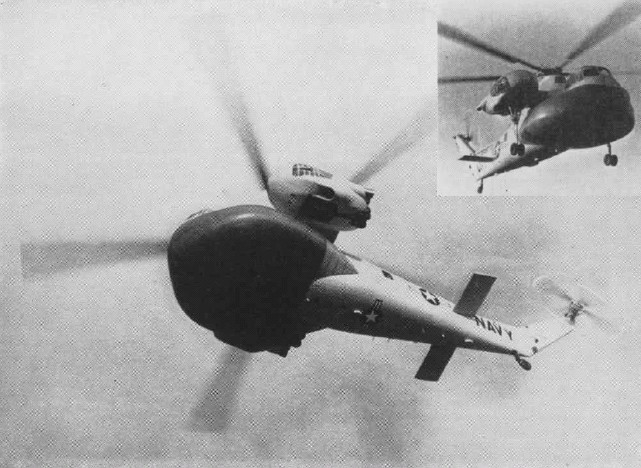
Il HR2S-1W, versione imbarcata in dotazione alla U.S. Navy

XHR2S-1
prototipo della versione elicottero da assalto da trasporto fornita al U.S. Marine Corps, motorizzata da due radiali Pratt & Whitney R-2800-54 "Double Wasp" da 1 600 kW (2 100 hp) ciascuno. Prodotto in 4 esemplari.
HR2S-1
versione di serie modificata con gondole motori di diverso aspetto, carrello d'atterraggio a ruote binate e dotata di una pinna dorsale. Ridesignato CH-37C nel 1962, venne prodotto in 55 esemplari (ordine addizionale di 36 altri esemplari cancellato).
HR2S-1W
versione imbarcata in dotazione alla U.S. Navy con compiti di allarme aereo, prodotta in 2 esemplari.
YH-37
denominazione dell'HR2S-1 valutato dall'U.S. Army.
H-37A Mojave
versione militare da trasporto del HR2S in dotazione al U.S. Army, modifiche alla pinna dorsale e alle gondole motore, ridesignata CH-37A nel 1962, prodotta in 94 esemplari.
H-37B Mojave
tutti gli esemplari H-37A vennero modificati con un portellone anteriore ridisegnato, quindi dotati di un'apparecchiatura di auto stabilizzazione Lear e "crashproof fuel cells", successivamente ridesignati CH-37B.
CH-37AH-37A ridesignati nel 1962.
CH-37BH-37B ridesignati nel 1962.
CH-37CHR2S-1 ridesignati nel 1962.

## Esemplari attualmente esistenti

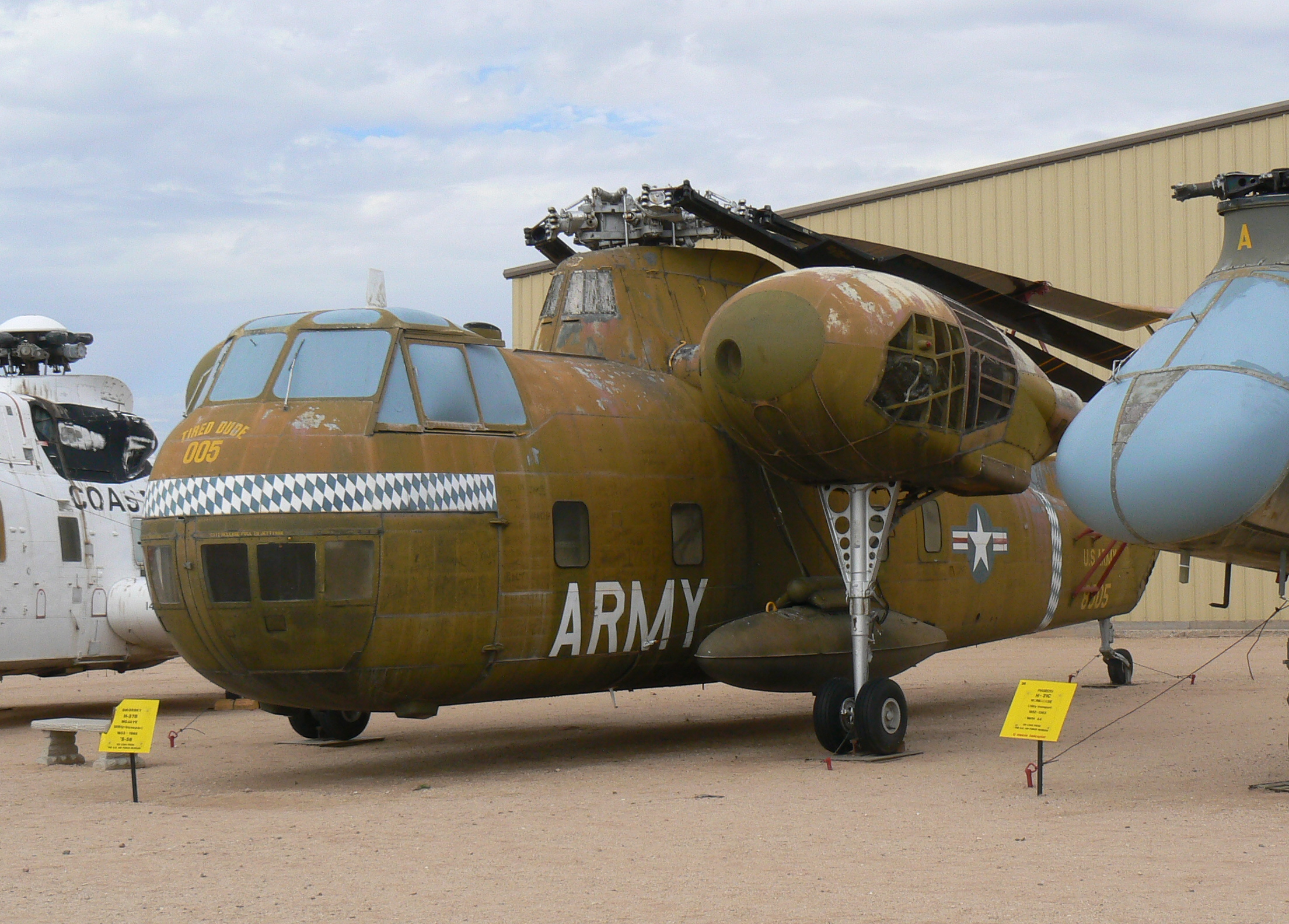
Il CH-37B "Tired Dude" esposto al Pima Air Museum.

- CH-37B (#55-644) esposto nel U.S. Army Aviation Museum di Ozark, Alabama (USA).
- CH-37B (#56-1005) "Tired Dude" esposto al Pima Air Museum di Tucson, Arizona (USA).
- CH-37B (57-1651) esposto al U.S. Army Transportation Museum di Ft. Eustis, Virginia (USA).
- CH-37C (#145864) esposto al National Museum of Naval Aviation di Pensacola, Florida (USA).